# Neoblattella carrikeri
Neoblattella carrikeri är en kackerlacksart som beskrevs av Morgan Hebard 1919. Neoblattella carrikeri ingår i släktet Neoblattella och familjen småkackerlackor.
Artens utbredningsområde är Colombia. Inga underarter finns listade i Catalogue of Life.